# 五郷村 (青森県)
五郷村（ごごうむら）は、かつて青森県にあった村。

## 地理
- 山岳：御社山、塚森山
- 河川：本郷川、正平津川、大沢川、赤平川

## 沿革
- 1889年（明治22年）4月1日 - 町村制施行により南津軽郡本郷村、細野村、相沢村、吉内村、北中野村が合併し、五郷村が発足。
- 1954年（昭和29年）12月15日 - 南津軽郡浪岡町、女鹿沢村、野沢村、大杉村と合併し浪岡町となる。